# Джироламо Пріулі
Джироламо Пріулі (італ. Girolamo Priuli) — 83-й венеційський дож, який обіймав титул голови держави від 1 вересня 1559 року аж до своєї раптової смерті від інсульту.

## Біографія
Належав до роду «нових патриціїв», відомих з кінця XIII ст. Старший син сенатора Альвізе Пріулі з гілки Сан-Стае та К'яри Ліон. Народився 1486 року у Венеції. Його рання кар'єра зробила його здібним купцем, між 1514 і 1518 роками засвідчена його присутність у Сирії та Єгипті, де купляв зерно та спеції для продажу в Італії.
30 квітня 1520 року він повернувся до Венеції, де увійшов до Сенату. Зміг відзначитися як благодійник своєї країни, пропонуючи позики уряду під час війни Коньяцької ліги, що дозволило йому знову увійти до Сенату в 1529 році.
1531 року призначається проведитором аля помп (наглядачем за поповненням шляхетського стану), 1532 року — членом дзонти Сенату, 1535 року — проведитором аля біаве (наглядачем за зерносховищами), 1539 року — уповноваженим з питань державних актів.
У 1540, 1542, 1548 та 1550 роках був «мудрим» (експертом) з торгівлі, членом Ради десяти у 1543, 1545, 1547, 1549, 1551, 1552, 1554 роках. 1548 став одним із двадцяти п'яти «мудрих», яким було доручено переглянути земельний реєстр міста. 1551 року увійшов до Малої ради від Дорсодуро. 1552 року призначається губернаторів доходів (відповідав за усі державні фінанси Республіки). Того ж року його було призначено начальником Арсеналу, а 1553 року — очільником озброєнь, 1556 року — хранителем законів та начальником необроблюваних товарів.

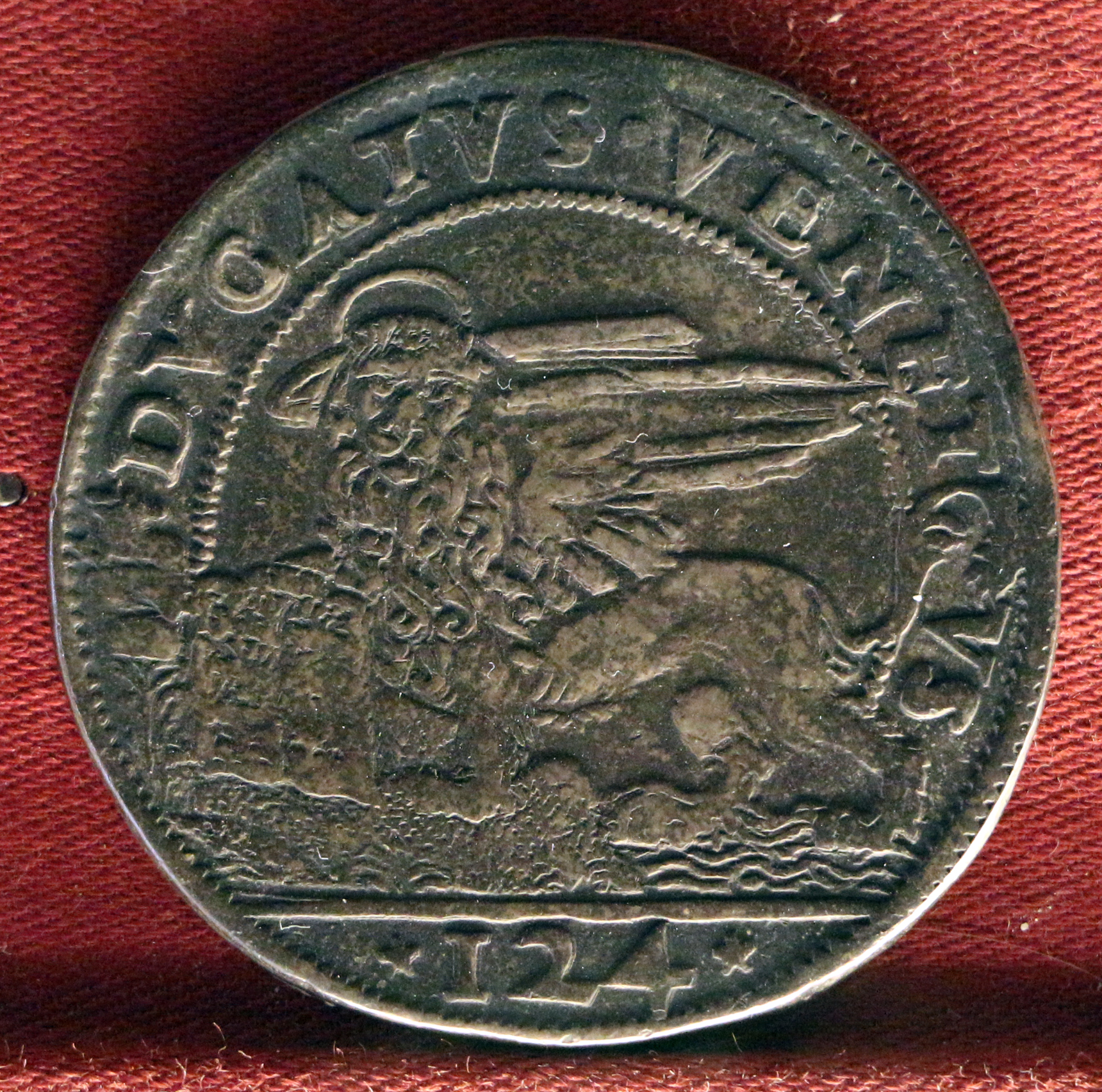
Срібний дукат Джироламо Пріулі

30 травня 1557 року обирається прокуратором de ultra Святого Марка. Того ж року стає проведитором Арсеналу, а 1558 року — вдруге хранителем законів.
1 вересня 1559 року обирається новим дожем. Його правління відбувалося у досить спокійний період як у внутрішньому, так і в міжнародному плані. Під час голоду 1560 року, за пропозицією єзуїта Бенедетто Пальміо, він створив центри допомоги бідним у кожній з парафій міста.
У 1562 році вперше було викарбувано срібний дукат (вартістю 124 сольди). На монеті з одного боку зображено лева Святого Марка, а з іншого — дожа, що стоїть на колінах. 8 жовтня 1562 року Сенат ухвалив новий закон проти розкоші. Відтоді всі гондоли були чорними, дозволеними залишалися лише золоті морські коники з обох боків гондоли та срібні металеві зубці на носі.
Дож разом з урядовцями піддався тиску Римської інквізиції, наказавши страчувати диседентів та анабаптистів, але таємно. На Різдво 1563 року він покликав єзуїта Альфонсо Сальмерона, який повертався з Тридентського собору, проповідувати до Венеції. У 1565 році до міста було привезено 3000 чоловіків, щоб розчистити канали від мулистих мілин, що утворилися та перешкоджали руху човнів.
Помер 4 листопада 1567 року та був похований у церкві Сан-Доменіко поруч зі своїм братом Лоренцо, яку він відновив у 1536 році разом із приєднаним монастирем. Його син Лодовіко збудував ще один надгробний пам'ятник для двох дожів у центральній церкві Сан-Сальвадора.
Від його шлюбу (з 1525 року) з Оленою Дьєдо народився син Лодовіко.

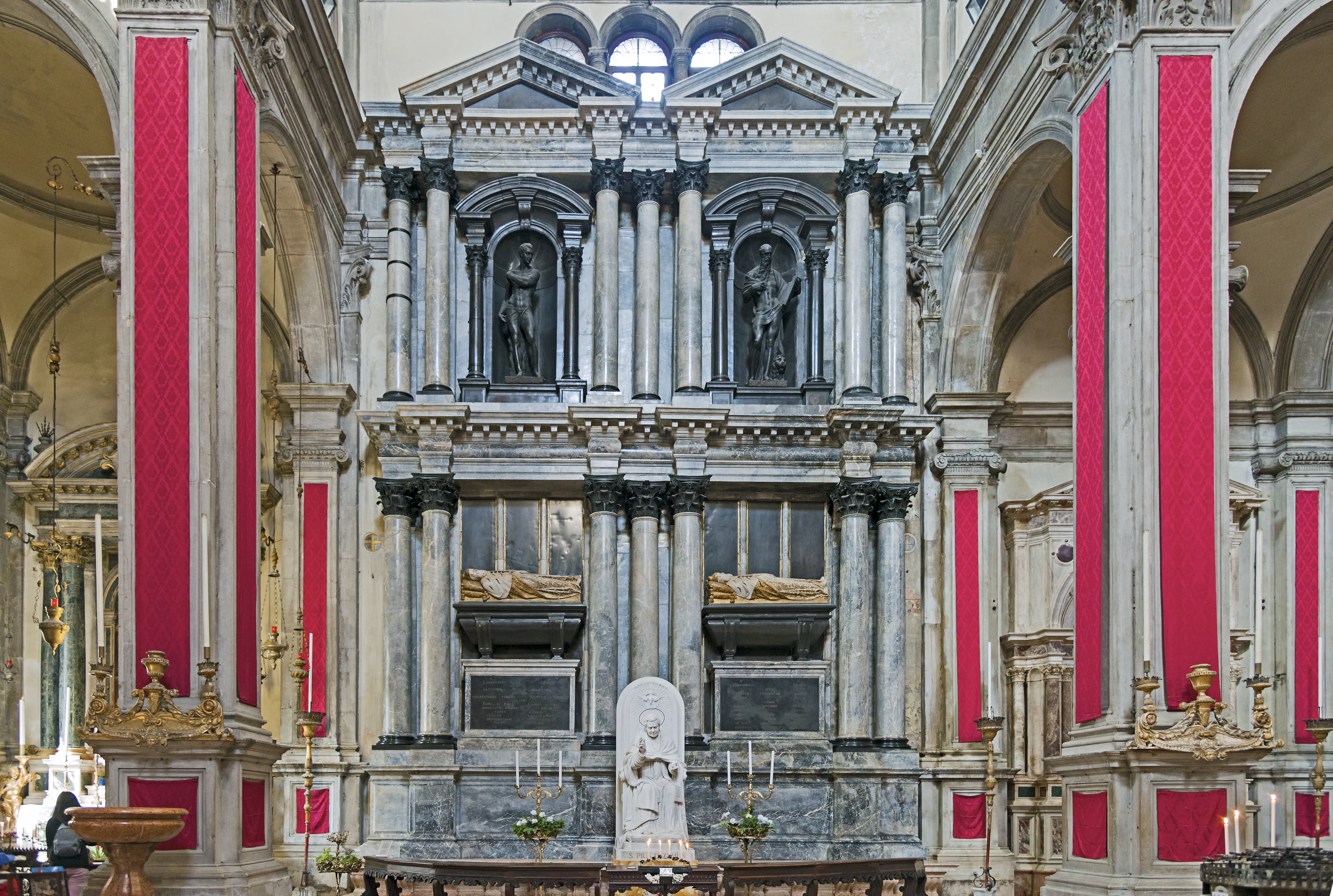